# Farsa (ópera)
La farsa es un género operístico difundido entre la última década del siglo XVIII y las primeras tres del siglo XIX principalmente en Venecia y en Nápoles y en menor medida en el resto de Italia.
Se trataba normalmente de una ópera de carácter bufo con un solo acto, a veces representada junto con ballets. Estructuralmente es afín al drama jocoso en dos actos (del cual presumiblemente deriva), con el cual comparte por ejemplo la estructura de los concertantes, pero con recitativos más cortos. Destinada a teatros pequeños de escasos recursos financieros, se caracterizaba por la ausencia casi total de los coros y del escaso cambio de escenas (a veces la escena es la misma durante toda la representación). Además presentaba un ritmo veloz, unos personajes "naturales" y una acción moderada. Algunas farsas se vieron influidas por el estilo francés, como la comédie mêlée d'ariettes.
La farsa empezó a desarrollarse a principios de los años 1790 y llegó a la cumbre de su éxito en torno al año 1800. Logró su máxima fortuna en Venecia, donde se representaron sobre todo en el Teatro San Moisé durante el carnaval. En esta ciudad en poco más de veinte años se musicalizaron hasta 106 libretos, algunos varias veces por diversos compositores, del total de 191 producidos en toda Italia.
Los principales libretistas que contribuyeron a este género operístico fueron Giuseppe Maria Foppa y Gaetano Rossi, mientras que entre los compositores sobresalen Giuseppe Farinelli, Pietro Generali, Johann Simon Mayr, Giuseppe Mosca, Gioachino Rossini, Gaetano Donizetti y Vittorio Trento.

## Ejemplos de farsas
- Le finezze d’amore, o sia La farsa non si fa, ma si prova de Gennaro Astarita (1773, Venecia)
- I matrimoni in ballo de Domenico Cimarosa con libreto de Pasquale Mililotti (1776, Nápoles)
- L'intrigo della lettera de Johann Simon Mayr con libreto de Giuseppe Maria Foppa (1797, Venecia)
- Le donne cambiate de Marcos António Portugal con libreto de Giuseppe Maria Foppa (1797, Venecia)
- Che originali! de Johann Simon Mayr con libreto de Gaetano Rossi (1798, Venecia)
- L'accademia di musica de Johann Simon Mayr con libreto de Gaetano Rossi (1799, Venecia)
- Teresa e Claudio de Giuseppe Farinelli con libreto de Gaetano Rossi (1801, Venecia)
- Pamela de Giuseppe Farinelli con libreto de Gaetano Rossi (1802, Venecia)
- Pamela nubile de Pietro Generali con libreto de Gaetano Rossi (1804, Venecia)
- L'amor coniugale de Johann Simon Mayr con libreto de Gaetano Rossi (1805, Padua)
- La cambiale di matrimonio de Gioachino Rossini con libreto de Gaetano Rossi (1810, Venecia)
- I tre mariti de Giuseppe Mosca con libreto de Gaetano Rossi (1811, Venecia)
- L'inganno felice de Gioachino Rossini con libreto de Giuseppe Maria Foppa (1812, Venecia)
- La scala di seta de Gioachino Rossini con libreto de Giuseppe Maria Foppa (1812, Venecia)
- L'occasione fa il ladro de Gioachino Rossini con libreto de Luigi Prividali (1812, Venecia)
- Il signor Bruschino de Gioachino Rossini con libreto de Giuseppe Maria Foppa (1813, Venecia)
- Adina de Gioachino Rossini con libreto de Gherardo Bevilacqua Aldobrandini (1826, Lisboa)
- Le convenienze ed inconvenienze teatrali de Gaetano Donizetti (1827, Nápoles)
- Il campanello de Gaetano Donizetti con libreto del mismo compositor (1836, Nápoles)